# ريتشارد لان (كاتب)
ريتشارد لان (بالإنجليزية: Richard Lane)‏ هو كاتب وكاتب سيناريو ومؤلف أسترالي، ولد في 18 يناير 1918 في سيدني في أستراليا، وتوفي بنفس المكان في 20 فبراير 2008.

## روابط خارجية
- ريتشارد لين على موقع IMDb (الإنجليزية)